# گایوو
گایوو (به لهستانی:  Gajów) یک روستا در لهستان است که در گمینا رادکوو (استان سیلزی سفلی) واقع شده‌است.